# جيمي واتكنز
جيمي واتكنز (بالإنجليزية: Jimmy Watkins)‏ مواليد 26 أغسطس 1982 في بيكرسفيلد، كاليفورنيا، الولايات المتحدة، هو دراج أمريكي في صنف سباق الدراجات على المضمار. شارك في دورة الألعاب الأولمبية الصيفية.

## روابط خارجية
- جيمي واتكنز على موقع الاتحاد الدولي للدراجات (الإنجليزية)
- جيمي واتكنز على موقع أرشيف الدراجات (الإنجليزية)
- جيمي واتكنز على موقع أوليمبيديا (الإنجليزية)